# Ectoedemia atricollis

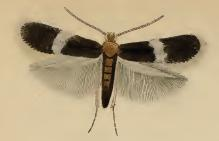

Ectoedemia atricollis là một loài bướm đêm thuộc họ Nepticulidae. Nó được tìm thấy ở Scandinavia to Pyrenees, Ý, và România và from Ireland to Ukraina và the Volga và Ural regions of Nga. Nó cũng được tìm thấy ở Tajikistan, ở đó nó is probably an introduced species.
Sải cánh dài 5–6 mm. Con trưởng thành bay vào tháng 6. Có một lứa một năm.
Ấu trùng ăn Crataegus laevigata, Crataegus monogyna, Malus domestica, Malus sylvestris, Mespilus germanica, Pyrus communis, Prunus avium, Prunus cerasifera, Prunus insititia, Prunus mahaleb và Staphylea pinnata. Chúng ăn lá nơi chúng làm tổ.